# Wegestock Blankpfad (Liedberg)

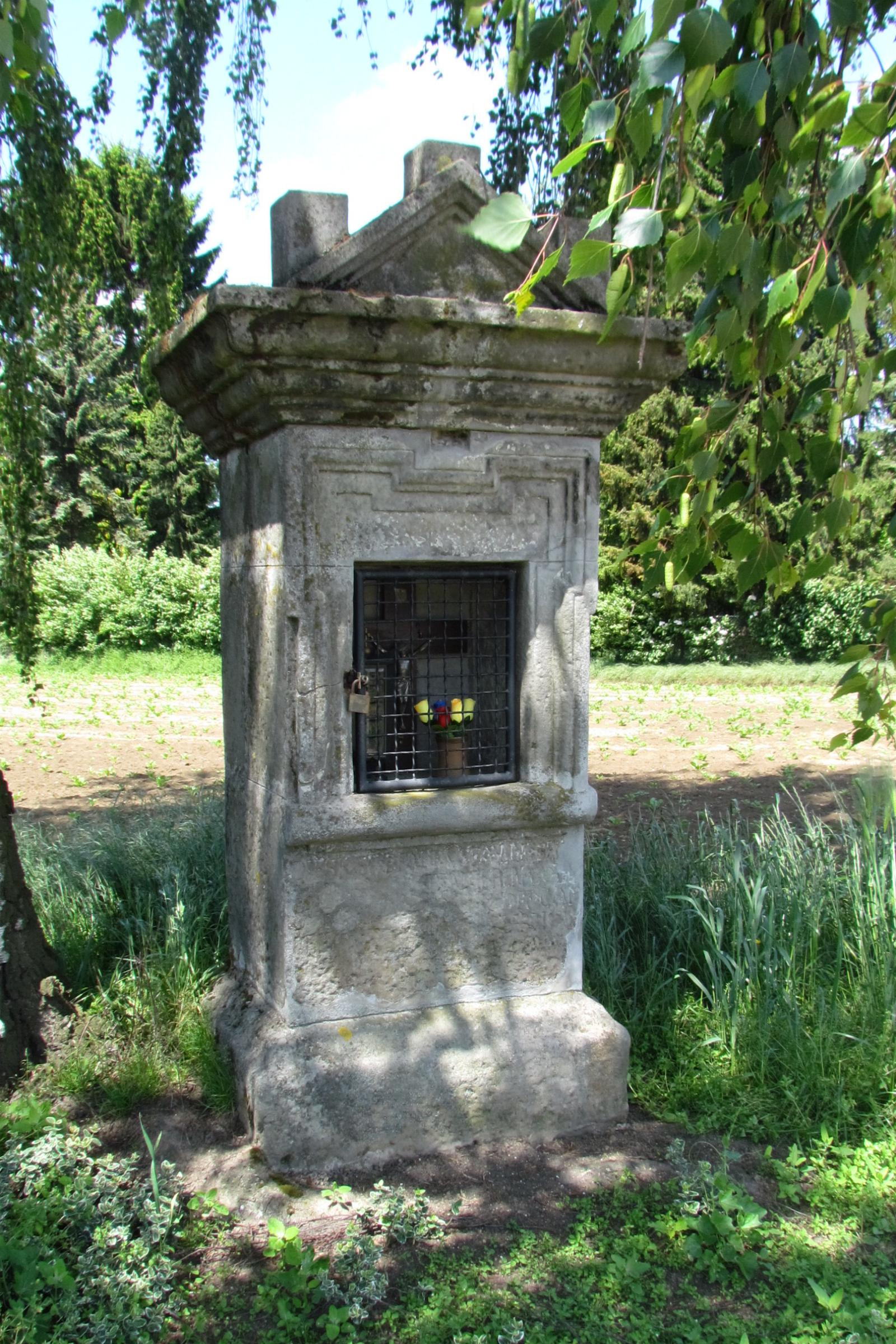
Wegestock

Der Wegestock Blankpfad steht im Stadtteil Liedberg in Korschenbroich  im Rhein-Kreis Neuss in Nordrhein-Westfalen. Er befindet sich an der Kreuzung Blankpfad / Rubbelrather Weg.
Das Flurkreuz wurde 1712 erbaut. Es wurde unter der Nr. 071 am 16. September 1985 in die Liste der Baudenkmäler in Korschenbroich eingetragen.

## Architektur
Der Wegestock wurde aus Sandstein gefertigt. Er steht auf einem quadratischen Sockel mit tiefer Rechtecknische und ausladendem übergiebelten Kranzgesims. Das Kreuz fehlt.